# Comuna Chitroși, Ocna
Chitroși (în ucraineană Федосіївка, transliterat: Fedosiivka) este o comună în raionul Ocna Roșie, regiunea Odesa, Ucraina, formată din satele Chitroși (reședința) și Novokrasne.

## Demografie
Componența lingvistică a comunei Chitroși
     Ucraineană (89,66%)
     Română (9,16%)
     Rusă (1,18%)
Conform recensământului din 2001, majoritatea populației comunei Chitroși era vorbitoare de ucraineană (89,66%), existând în minoritate și vorbitori de română (9,16%) și rusă (1,18%).